# オーナーズクラブ
オーナーズクラブとは、自動車やオートバイなどの愛好家による団体・組織（クラブ）である。特定のモデルの所有者のみで構成され、対象となる車両はメーカー別や車種・型式・年式・製造年代などによって細分化されており、基準はそのクラブによって異なる。日本国外においても同様のクラブは存在しており、カー・クラブ（en:Car club）、エンスージアスト・クラブとも呼ばれる。

## 概要
オーナーズクラブは、インターネットのウェブサイトを介して活動している場合と、ツーリングやミーティング（歓談を目的として集合するイベント）などを中心に活動している場合とある。また、どちらか一方だけでなく両方の要素を備えて活動している場合もある。
前者では、拠点となるウェブサイトを中心としたクラブであり、車種の紹介や整備・改造の方法などを紹介しながら、掲示板およびメーリングリストなどで相互の情報交換が行われてる。こうしたクラブがツーリングやミーティングなどを行うときは、他分野のインターネットコミュニティと同様に「オフ会」と呼ばれる。会員登録や参加資格のあるクラブとしての体裁はとらず、緩やかなコミュニティとして活動している場合もある。この場合には、厳密には団体組織ではないものの、サイトもしくは掲示板の名称や企画イベントなどに、車種名とオーナーである事を冠している場合も多い。
後者では、広報媒体としてのウェブサイトはあったとしても、おもに告知や連絡に利用されるに留まり、あくまで活動はツーリングやミーティングが中心になる。ネット上での交流とは違い、実際に公道を走行したり公共の場所で集会を行ったりする以上、マナーの良し悪しによっては周囲への迷惑行為が発生する問題もある。
年式の古い自動車・オートバイ愛好家のクラブは、それらが旧車と呼ばれる事に由来して「旧車会」と称するクラブもある（クラシックカー・ヒストリックカーのオーナーズクラブが必ずしも旧車会を名乗るわけではない）。こうしたクラブでは、新車当時から長年にわたって愛用している場合もあるが、経年車を新車当時の状態へと修復するレストアも盛んであるほか、そのモデルの現役時代を偲んで「当時仕様」などと呼ばれる改造が施されることもある。その一方で、旧車の愛好家であっても、暴走族のOBなどを中心に構成され、違法改造車で集団走行をする「旧車會」のような反社会的な団体が存在している。
一部にはJLOC（ランボルギーニのオーナーズクラブ）のように、独自のレーシングチームを結成しSUPER GT等のレースに参戦しているクラブもあるが、そのようなクラブは少数派である。